# جوقة كنيس تومسك
جوقة كنيس تومسك (بالروسية: Томская хоральная синагога) تقع في منطقة لينينسكي في مدينة تومسك، شارع روزا لوكسمبورغ رقم 38. وهي أقدم الكنائس في سيبيريا.

## تاريخ
يبدأ تاريخ الكنيس في عام 1850، عندما تم بناء أول مبنى خشبي. وقد بقيت لمدة نصف قرن وتم استبدالها في عام 1902 بمبنى من طابقين. تم افتتاح الكنيس رسميا في 15 سبتمبر 1902. الحاخامات الأوائل هم على التوالي: بير ليفين (1902-1907)، بروخ بيري (1907-1915)، مئير بن شلومو بيفسنر (1915-1929).
في عام 1929، تم إغلاق الكنيس من قبل السلطات السوفيتية.
في ديسمبر 2002، تم إجراء أعمال ترميم واكتملت تمامًا في ديسمبر 2010. في 8 ديسمبر 2010، أعيد فتحها للعبادة.